# Calle 47 (Tranvía de San Diego)
La estación Calle 47 es una estación de la línea Naranja del Tranvía de San Diego. La estación cuenta con dos vías y dos plataformas laterales.

## Conexiones
- La estación no cuenta con ninguna conexión, sin embargo los autobuses de la estación de la Avenida Euclid, pueden ser tomados en la Calle Market o la Avenida Imperial.